# 丸惣 (東京都)
株式会社丸惣（まるそう）は、パーティーグッズ、パチンコ景品ほかを扱う日本の卸商社である。1913年（大正2年）に写真機製造、写真フィルムや印画紙等の写真材料卸業を行う企業として創業、現在の形になったのは1968年（昭和43年）のことである。豆カメラ「トップ」で知られる。

## 略歴
- 1913年 - 創業[1]
- 1939年 - 丸惣株式会社として、ベストフィルム用写真機「ハモンド」を製造販売する[2]
- 1948年 - 株式会社丸惣光学として、「マルソー特許二眼レフ」を製造販売する[3]
- 1949年 - 変形「24×35mm判」のボルタフィルム用写真機「マルソパテントボックス」発売
- 1960年代 - 丸惣貿易、丸惣工業として活動する[4]
- 1965年 - ミゼットフィルム用写真機（豆カメラ）「トップ」の製造販売を開始
- 1968年 - 株式会社丸惣として設立[1]

## 概要

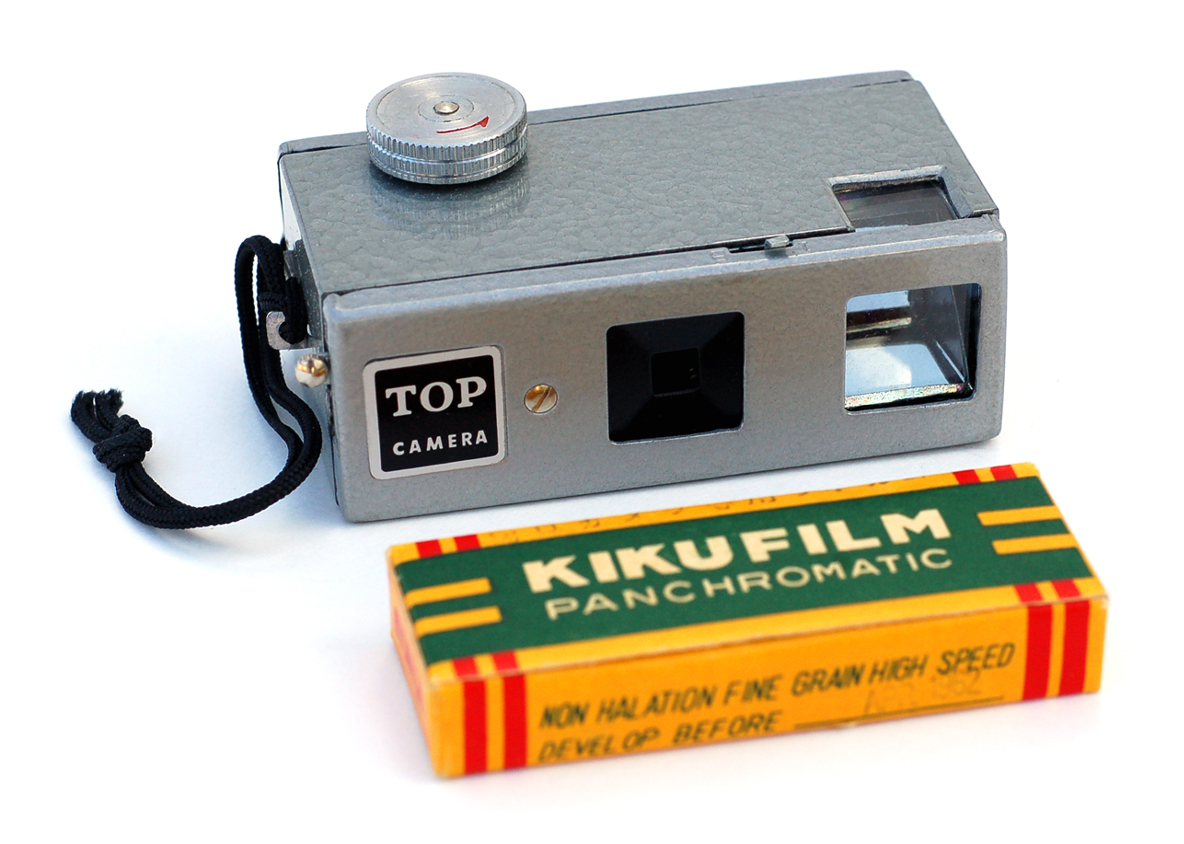
ミゼットフィルム用写真機トップ（1960年代）、手前は森田商会のミゼットフィルムキクフィルム。

1913年（大正2年）に創業した当時は、写真機の製造や、写真フィルムや印画紙といった写真材料の卸業を行っていた。当時の商号・所在地は不明であるが、26年後の1939年（昭和14年）に製造販売を開始したベストフィルム（127フィルム）用の写真機「ハモンド」の広告には、東京府東京市神田区淡路町1–1（現在の東京都千代田区神田淡路町）に所在する丸惣株式会社として、写真史に登場する。教材用の写真機を製造していたという。
1945年（昭和20年）の第二次世界大戦終結後、連合国軍の占領下にあった1948年（昭和23年）には、東京都台東区浅草1-26に所在する株式会社丸惣光学として、「マルソー特許二眼レフ」の製造販売を開始している。1949年（昭和24年）には、戦前に登場し戦後再び盛んになったボルタフィルム用の写真機として、「マルソパテントボックス」、ほぼ同時期に「マルソ35」の2種の製品を製造販売している。1950年（昭和25年）には、廉価な擬似二眼レフカメラ「セミーレフ」を発売している。
1965年（昭和40年）には、戦前・戦後を通じてブームとなった、日本の超小型写真のスタンダードである「ミゼットフィルム」用の豆カメラとして、「トップ」の製造販売を開始、従来の美篶商会の「ミゼット」や東郷堂の「ヒット」とは異なる形態の四角い写真機であった。
これらの流れをくみ、現在の株式会社丸惣として設立されたのは、1968年（昭和43年）である。
2012年（平成24年）現在は、パーティーグッズを扱う第一営業所、パチンコ店に景品を卸す第二営業所の2部門から成り立っており、写真光学の事業は歴史上のものとなっている。

## おもな製品一覧
写真機製造業時代の製品に限る。

### 120フィルム使用カメラ
- セミーレフ（1950年発売） - 4.5×6cm（セミ）判。

### 127フィルム使用カメラ
- ハモンド（1939年発売）

### ミゼットフィルム使用カメラ
- トップ（1965年発売）
- トップII型（1960年代発売）
- スパイ14（1960年代発売） - トップII型のキット版。

### 35mmフィルム使用カメラ
- マルソー特許二眼レフ（1948年発売） - 変形2.5×4cm判。
- マルソパテントボックス（1949年発売） - ボルタフィルム、変形24×35mm判。
- マルソ35（1950年前後発売） - ボルタフィルム、変形24×35mm判。